# Alejo Vélez
Alejo José Vélez Cucalón (Cariñena, 1 de mayo de 1968) es un deportista español que compitió en atletismo adaptado. Ganó dos medallas en los Juegos Paralímpicos de Verano, oro en Barcelona 1992 y plata en Atlanta 1996.

## Palmarés internacional
| Juegos Paralímpicos | Juegos Paralímpicos      | Juegos Paralímpicos | Juegos Paralímpicos    |
| Año                 | Lugar                    | Medalla             | Prueba                 |
| ------------------- | ------------------------ | ------------------- | ---------------------- |
| 1992                | Barcelona (España)       | Medalla de oro      | Salto de altura B2     |
| 1996                | Atlanta (Estados Unidos) | Medalla de plata    | Salto de altura F10-11 |